# Noalhac
Noalhac är en kommun i departementet Lozère i regionen Occitanien i södra Frankrike. Kommunen ligger i kantonen Fournels som tillhör arrondissementet Mende. År 2022 hade Noalhac 95 invånare.

## Befolkningsutveckling
Antalet invånare i kommunen Noalhac
| Referens: INSEE |